# Spencer Williams (actor)
Spencer Williams (14 de julio de 1893 - 13 de diciembre de 1969) fue un actor y cineasta de nacionalidad estadounidense. Conocido por su papel de Andy en el show televisivo Amos 'n Andy y por dirigir el film The Blood of Jesus (1941), fue un productor y director pionero del cine afroamericano.

## Primeros años
Nacido en Vidalia, Luisiana, se formó en la Wards Academy de Natchez (Misisipi). Siendo adolescente fue a vivir a Nueva York, trabajando como tramoyista para el empresario teatral Oscar Hammerstein I. En ese período aprendió a ser comediante gracias a la estrella del vodevil Bert Williams.
Williams sirvió en el Ejército de los Estados Unidos durante la Primera Guerra Mundial, alcanzando el empleo de sargento. Durante su tiempo de servicio, Williams pudo viajar por el mundo, siendo corneta del General John J. Pershing en México. En 1917 fue enviado a Francia, donde hizo trabajo de inteligencia. Finalizada la guerra continuó en el Ejército, formando parte de una unidad encargada de la planificación de posibles contingencias bélicas en el suroeste de Estados Unidos. Sin embargo, en 1923 llegó a Hollywood, iniciándose en el cine como ayudante de Octavus Roy Cohen. Williams consiguió pequeños papeles cinematográficos, incluyendo uno en la cinta de 1928 de Buster Keaton Steamboat Bill Jr. Aunque había encontrado trabajo continuamente desde su llegada a California, Williams pasó un corto período en 1926 en el que no obtuvo ningún papel, motivo por el cual se ocupó como oficial de inmigración. En 1927 pudo trabajar para First National Studio en un film rodado en Arizona titulado The River.
En 1929, Williams fue contratado por el productor Al Christie para escribir los diálogos de una serie de cortos cómicos con actores negros. Ganándose la confianza de Christie, Williams tuvo la responsabilidad de trabajar en The Melancholy Dame, al que se considera el primer film sonoro de reparto negro. Sin embargo, a causa de la Gran Depresión y a la escasa demanda de cortos negros, Williams y Christie dejaron de colaborar. Durante la Depresión Williams buscó empleo y de manera ocasional conseguía pequeños papeles, entre ellos uno en el éxito de taquilla de la Warner Brothers de 1931 El enemigo público.
Entre las películas en las que pudo actuar, en las que se contemplaban los estereotipos raciales propios de la época, figuraban The Framing of the Shrew, The Lady Fare, Melancholy Dame, (primer film sonoro afroamericano de Paramount Studios), Music Hath Charms, y Oft in the Silly Night. También fue contratado para escoger el reparto afroamericano de la película de Gloria Swanson Queen Kelly.
Williams también colaboró con Columbia como supervisor de las grabaciones de la serie Africa Speaks. Además, también fue activo en el ámbito teatral, actuando en la versión afroamericana de Lulu Belle en 1929.
En 1931, Williams y un socio fundaron una compañía cinematográfica propia, Lincoln Talking Pictures Company. Williams, que tenía experiencia como técnico de sonido, fabricó el equipo para su nueva sociedad.

## Dirección cinematográfica
En los años 1930, Williams se aseguró pequeños papeles en filmes de raza, un género de películas de bajo presupuesto, de producción independiente y con reparto de actores negros, creadas para ser distribuidas en salas de cine con segregación racial. Williams también escribió guiones para las películas de raza Harlem Rides the Range, un western, y Son of Ingagi, una comedia de horror, ambas estrenadas en 1939.
Tras un breve período a mediados de los años 30 sin trabajar en el cine, Williams fue elegido para participar en westerns negros de Jed Buell entre 1938 y 1940. Entre los filmes se incluían Harlem on the Prairie (1937), Two-Gun Man From Harlem (1938), The Bronze Buckaroo (1939), y Harlem Rides the Range (1939). La participación de Williams en esas películas le dio una valiosa experiencia en el género del cine negro. Aunque las cintas eran toscas y no tenía un gran control sobre las mismas, Williams consiguió en ellas la oportunidad de iniciarse en la dirección.
Alfred N. Sack, cuya compañía Sack Amusement Enterprises producía y distribuía películas de raza, quedó impresionado por el guion de Williams para Son of Ingagi, y le ofreció la posibilidad de escribir y dirigir un largometraje. En esa época, el único cineasta afroamericano era el guionista, director y productor Oscar Micheaux.
Con su propio proyector de cine, Williams empezó a viajar por el sur de Estados Unidos, mostrando sus filmes al público. En esa época conoció a H. W. Kier, que también viajaba por el mismo circuito proyectando películas. Ambos se asociaron y produjeron algunos filmes, además de cintas para entrenamiento de las  Fuerzas Aéreas del Ejército de los Estados Unidos, así como un film para la diócesis católica de Tulsa, Oklahoma.

## The Blood of Jesus
El film de Williams The Blood of Jesus (1941) fue producido por su propia compañía, Amnegro, con un presupuesto de cinco mil dólares, y con actores no profesionales en el reparto. El film tuvo un gran éxito comercial. Sack declaró que probablemente The Blood of Jesus fue el film de raza de mayor éxito nunca rodado, y Williams fue invitado a dirigir nuevas películas para Sack Amusement Enterprises. 
Los productores se encontraron con problemas técnicos durante el rodaje. A pesar de ello, Williams utilizó su experiencia para trabajar con la cámara, los efectos especiales y el simbolismo. Además, el tema religioso de la cinta ayudó a conseguir unas buenas críticas.
The Blood of Jesus fue el primer film dirigido por Williams, que además escribió el guion. A pesar de su éxito, el siguiente film de Williams, Marching On, fue considerado un total fracaso.
Posteriormente Williams rodó Go Down Death (1944), de temática religiosa como The Blood of Jesus. Al igual que en esta última, Williams dirigió, escribió el guion y actuó. La historia se basaba en un poema del escritor James Weldon Johnson.
En los años posteriores a sus filmes de mayor éxito, y antes de su trabajo en Amos 'n' Andy, la carrera de Williams entró en un bache. En vez de seguir rodando películas en su primitivo formato, intentó seguir las convenciones de rodaje de Hollywood. Sin embargo, sus intentos hicieron que sus historias se empantanaran y que se perdiera la originalidad de las mismas.
En los seis años siguientes, Williams dirigió Brother Martin: Servant of Jesus (1942), Marching On! (1943), Go Down Death (1944), Of One Blood (1944), Dirty Gertie from Harlem U.S.A. (1946), The Girl in Room 20 (1946), Beale Street Mama (1947) y Juke Joint (1947). Tras trabajar diez años en Dallas, Williams volvió a Hollywood en 1950.

## Amos 'n Andy
Antes de actuar en Amos 'n' Andy, Williams era inmensamente popular entre el público afroamericano, y su elección por Freeman Gosden y Charles Correll para encarnar a Andy, le dio la oportunidad de ser conocido de los espectadores blancos.
En 1948, los humoristas Freeman Gosden y Charles Correll planeaban trasladar a la televisión su programa Amos 'n Andy. El show se centraba en las desventuras de un grupo de afroamericanos en Harlem. Gosden y Correll eran blancos, pero en la radio interpretaban a sus personajes utilizando un lenguaje con estereotipos raciales.
Gosden y Correll dirigieron una búsqueda de talentos a nivel nacional para la versión televisiva de su show. Gracias a un sacerdote católico, oyente radiofónico y amigo de Williams, éste pasó con éxito las pruebas de Gosden y Correll, siendo elegido para encarnar a Andrew H. Brown. Junto a Williams fue elegido el actor teatral neoyorquino Alvin Childress, que haría el papel de Amos, y el comediante Tim Moore, que sería George "Kingfish" Stevens. Hasta Amos 'n' Andy, Williams nunca había trabajado en la televisión. Amos 'n Andy fue el primer programa televisivo estadounidense de reparto negro, siendo emitidos 78 episodios por la CBS desde 1951 a 1953.  Sin embargo, el programa produjo una considerable controversia, y la National Association for the Advancement of Colored People acudió a la justicia para intentar frenar su estreno. En agosto de 1953, con el show ya dejado de emitir, hubo planes para hacer un número de vodevil con Williams, Moore y Childress retomando sus papeles televisivos, aunque no es conocido si llegó a representarse. Tras finalizar las emisiones, la CBS pasó Amos 'n Andy por redifusión en diferentes cadenas locales del país, y vendió el show a varias emisoras extranjeras. Finalmente, el programa dejó de emitirse en 1966, a causa de las presiones de los grupos de derechos civiles, que afirmaban que ofrecía una visión distorsionada de la vida de los afroamericanos.
Williams, junto a Tim Moore, Alvin Childress, y Lillian Randolph y su coro, empezaron una gira como "The TV Stars of Amos 'n' Andy" en 1956. La CBS consideró la gira como una violación de sus derechos sobre el show, por lo cual hubo de finalizar prematuramente.
Al finalizar el programa, Williams volvió a trabajar en producciones teatrales. Así, en 1958 tuvo un papel en la producción representada en Los Ángeles Simply Heavenly.
Tras sus intentos fallidos de encontrar de nuevo buenas oportunidades en el cine, Williams decidió retirarse y empezar a vivir gracias a la pensión que recibía de su tiempo sirviendo en el Ejército.

## Muerte
Spencer Williams falleció a causa de una enfermedad renal en 1969, en el Sawtelle Veterans Administration Hospital de Los Ángeles, California. Le sobrevivió su esposa, Eula. Como veterano de la Primera Guerra Mundial, fue enterrado en el Cementerio Nacional de Los Ángeles.

## Filmografía

### Actor
- Bourbon Street Beat (serie TV, 1 episodio, 1959)
- Amos 'n' Andy (serie TV, 78 episodios, 1951-1955)
- Rhapsody of Negro Life (corto, 1949)
- Juke Joint (1947)
- Dirty Gertie from Harlem U.S.A. (1946)
- The Girl in Room 20 (1946)
- Beale Street Mama (1946)
- Go Down, Death! (1944)
- Of One Blood (1944)
- Brother Martin: Servant of Jesus (1942)
- The Blood of Jesus (1941)
- Toppers Take a Bow (corto, 1941)
- Son of Ingagi (1940)
- Bad Boy (1939)
- Harlem Rides the Range (1939)
- The Bronze Buckaroo (1939)
- Two-Gun Man from Harlem (1938)
- Harlem on the Prairie (1937)
- Coronado (1935)
- The Virginia Judge (1935)
- Reno (1930)
- Georgia Rose (1930)
- The Widow's Bite (corto, 1929)
- Fowl Play (corto, 1929)
- Brown Gravy (corto, 1929)
- The Lady Fare (corto, 1929)
- Oft in the Silly Night (corto, 1929)
- The Framing of the Shrew (corto, 1929)
- Music Hath Harms (corto, 1929)
- Melancholy Dame (corto, 1929)
- Tenderfeet (corto, 1928)

### Director
- Rhapsody of Negro Life (corto, 1949)
- Juke Joint (1947)
- Dirty Gertie from Harlem U.S.A. (1946)
- Jivin’ in Be-Bop (Documental, 1946)
- The Girl in Room 20 (1946)
- Beale Street Mama (1946)
- Harlem Hotshots (corto, 1945)
- Go Down, Death! (1944)
- Of One Blood (1944)
- Marching On! (1943)
- Brother Martin: Servant of Jesus (1942)
- The Blood of Jesus (1941)